# Bachíniva
Bachíniva é um município do estado de Chihuahua, no México.